# Onthophagus carinicollis
Onthophagus carinicollis là một loài bọ cánh cứng trong họ Bọ hung (Scarabaeidae).